# Cruel Smile
Albums de Elvis Costello and the Imposters
When I Was Cruel
(2002) North
(2003)
Cruel Smile (2002) est un album d'Elvis Costello and the Imposters. Il comprend des faces B de singles et du matériel non utilisé des sessions de When I Was Cruel. L'album a reçu un grand nombre de critiques négatives.

## Liste des pistes
| No  | Titre                                                      | Durée |
| --- | ---------------------------------------------------------- | ----- |
| 1.  | Smile (face A japonaise)                                   | 3:05  |
| 2.  | When I Was Cruel No. 1                                     | 4:16  |
| 3.  | Almost Blue (Live in Sydney)                               | 5:04  |
| 4.  | 15 Petals (Live in Sydney)                                 | 5:35  |
| 5.  | Spooky Girlfriend (Live at KFOG)                           | 4:42  |
| 6.  | Honeyhouse (Cruel No. 2)                                   | 5:07  |
| 7.  | Revolution Doll                                            | 3:44  |
| 8.  | Peroxide Side (Blunt Cut)                                  | 3:48  |
| 9.  | Oh Well                                                    | 2:52  |
| 10. | The Imposter vs. the Floodtide (Dust and Petals)           | 3:58  |
| 11. | Watching the Detectives/My Funny Valentine (Live in Tokyo) | 7:09  |
| 12. | Dust (Live in Melbourne)                                   | 6:39  |
| 13. | Uncomplicated (Live in Tokyo)                              | 4:46  |
| 14. | Smile (face B japonaise)                                   | 3:32  |